# 蓮交信号場
蓮交信号場（ヨンギョしんごうじょう）は、大韓民国忠清北道堤川市にかつて存在した、韓国鉄道公社中央線の信号場である。

## 経由する鉄道路線
- 韓国鉄道公社
  - 中央線

## 歴史
- 1977年3月1日 : 信号場として営業開始。[1]
- 1995年8月10日 : 有人信号場に変更。
- 2005年4月1日 : 無人信号場に変更。
- 2021年1月5日：西原州駅 - 堤川駅間の複線電化新線完成に伴い廃止。

## 隣の駅
韓国鉄道公社
中央線
神林駅 - 蓮交信号場 - (九鶴駅) - (鳳陽駅) - (堤川操車場) - 堤川駅